# 1041
Il 1041 (MXLI in numeri romani) è un anno  dell'XI secolo.

## Eventi
- 17 marzo: Battaglia di Olivento - A Melfi primo scontro tra i Bizantini, guidati dal catapano Michele Dokeianos e i Normanni, a seguito della ribellione antibizantina di Arduino, signore longobardo di Melfi.
- 4 maggio: Battaglia di Montemaggiore - Presso il fiume Ofanto la battaglia che assicurò ai Normanni il dominio delle Puglie: 2000 Normanni e Longobardi sconfiggono 18000 Bizantini di Michele Dokeianos; i Normanni conquistano la Puglia.
- 3 settembre: Battaglia di Montepeloso - I bizantini guidata dal nuovo catapano Exaugusto Boioannes vengono ricacciati dai Normanni.

## Nati
- Ibn al-Qaṭṭā', poeta, filologo e lessicografo arabo († 1121)
- Aroldo III di Danimarca, re danese († 1080)
- Boleslao II di Polonia, re polacco († 1081)
- Ōe no Masafusa, poeta e scrittore giapponese († 1111)

## Morti
- 4 febbraio - Fujiwara no Kintō, poeta giapponese (n. 966)
- 28 luglio - Dietmar II di Salisburgo, arcivescovo cattolico tedesco
- 8 agosto - Malik Ayaz, militare georgiano
- 12 agosto - Urraca Garcés di Navarra, principessa
- 10 dicembre - Michele IV il Paflagone, imperatore bizantino (n. 1010)
- Akazome Emon, poetessa giapponese
- Tancredi d'Altavilla, nobile normanno
- Pietro Deljan, nobile bulgaro
- Eadulf III di Bernicia
- Domenico Flabanico, doge
- Hovhannes-Smbat, sovrano armeno
- Ottone II di Mâcon, conte (n. 999)

## Calendario
| Calendario 1041 | Calendario 1041 | Calendario 1041 | Calendario 1041 | Calendario 1041 | Calendario 1041 | Calendario 1041 | Calendario 1041 | Calendario 1041 | Calendario 1041 | Calendario 1041 | Calendario 1041 | Calendario 1041 | Calendario 1041 | Calendario 1041 | Calendario 1041 | Calendario 1041 | Calendario 1041 | Calendario 1041 | Calendario 1041 | Calendario 1041 | Calendario 1041 | Calendario 1041 | Calendario 1041 | Calendario 1041 | Calendario 1041 | Calendario 1041 | Calendario 1041 | Calendario 1041 | Calendario 1041 | Calendario 1041 | Calendario 1041 | Calendario 1041 |
| --------------- | --------------- | --------------- | --------------- | --------------- | --------------- | --------------- | --------------- | --------------- | --------------- | --------------- | --------------- | --------------- | --------------- | --------------- | --------------- | --------------- | --------------- | --------------- | --------------- | --------------- | --------------- | --------------- | --------------- | --------------- | --------------- | --------------- | --------------- | --------------- | --------------- | --------------- | --------------- | --------------- |
|                 | 1               | 2               | 3               | 4               | 5               | 6               | 7               | 8               | 9               | 10              | 11              | 12              | 13              | 14              | 15              | 16              | 17              | 18              | 19              | 20              | 21              | 22              | 23              | 24              | 25              | 26              | 27              | 28              | 29              | 30              | 31              |                 |
| Gennaio         | Gi              | Ve              | Sa              | Do              | Lu              | Ma              | Me              | Gi              | Ve              | Sa              | Do              | Lu              | Ma              | Me              | Gi              | Ve              | Sa              | Do              | Lu              | Ma              | Me              | Gi              | Ve              | Sa              | Do              | Lu              | Ma              | Me              | Gi              | Ve              | Sa              |                 |
| Febbraio        | Do              | Lu              | Ma              | Me              | Gi              | Ve              | Sa              | Do              | Lu              | Ma              | Me              | Gi              | Ve              | Sa              | Do              | Lu              | Ma              | Me              | Gi              | Ve              | Sa              | Do              | Lu              | Ma              | Me              | Gi              | Ve              | Sa              |                 |                 |                 |                 |
| Marzo           | Do              | Lu              | Ma              | Me              | Gi              | Ve              | Sa              | Do              | Lu              | Ma              | Me              | Gi              | Ve              | Sa              | Do              | Lu              | Ma              | Me              | Gi              | Ve              | Sa              | Do              | Lu              | Ma              | Me              | Gi              | Ve              | Sa              | Do              | Lu              | Ma              |                 |
| Aprile          | Me              | Gi              | Ve              | Sa              | Do              | Lu              | Ma              | Me              | Gi              | Ve              | Sa              | Do              | Lu              | Ma              | Me              | Gi              | Ve              | Sa              | Do              | Lu              | Ma              | Me              | Gi              | Ve              | Sa              | Do              | Lu              | Ma              | Me              | Gi              |                 |                 |
| Maggio          | Ve              | Sa              | Do              | Lu              | Ma              | Me              | Gi              | Ve              | Sa              | Do              | Lu              | Ma              | Me              | Gi              | Ve              | Sa              | Do              | Lu              | Ma              | Me              | Gi              | Ve              | Sa              | Do              | Lu              | Ma              | Me              | Gi              | Ve              | Sa              | Do              |                 |
| Giugno          | Lu              | Ma              | Me              | Gi              | Ve              | Sa              | Do              | Lu              | Ma              | Me              | Gi              | Ve              | Sa              | Do              | Lu              | Ma              | Me              | Gi              | Ve              | Sa              | Do              | Lu              | Ma              | Me              | Gi              | Ve              | Sa              | Do              | Lu              | Ma              |                 |                 |
| Luglio          | Me              | Gi              | Ve              | Sa              | Do              | Lu              | Ma              | Me              | Gi              | Ve              | Sa              | Do              | Lu              | Ma              | Me              | Gi              | Ve              | Sa              | Do              | Lu              | Ma              | Me              | Gi              | Ve              | Sa              | Do              | Lu              | Ma              | Me              | Gi              | Ve              |                 |
| Agosto          | Sa              | Do              | Lu              | Ma              | Me              | Gi              | Ve              | Sa              | Do              | Lu              | Ma              | Me              | Gi              | Ve              | Sa              | Do              | Lu              | Ma              | Me              | Gi              | Ve              | Sa              | Do              | Lu              | Ma              | Me              | Gi              | Ve              | Sa              | Do              | Lu              |                 |
| Settembre       | Ma              | Me              | Gi              | Ve              | Sa              | Do              | Lu              | Ma              | Me              | Gi              | Ve              | Sa              | Do              | Lu              | Ma              | Me              | Gi              | Ve              | Sa              | Do              | Lu              | Ma              | Me              | Gi              | Ve              | Sa              | Do              | Lu              | Ma              | Me              |                 |                 |
| Ottobre         | Gi              | Ve              | Sa              | Do              | Lu              | Ma              | Me              | Gi              | Ve              | Sa              | Do              | Lu              | Ma              | Me              | Gi              | Ve              | Sa              | Do              | Lu              | Ma              | Me              | Gi              | Ve              | Sa              | Do              | Lu              | Ma              | Me              | Gi              | Ve              | Sa              |                 |
| Novembre        | Do              | Lu              | Ma              | Me              | Gi              | Ve              | Sa              | Do              | Lu              | Ma              | Me              | Gi              | Ve              | Sa              | Do              | Lu              | Ma              | Me              | Gi              | Ve              | Sa              | Do              | Lu              | Ma              | Me              | Gi              | Ve              | Sa              | Do              | Lu              |                 |                 |
| Dicembre        | Ma              | Me              | Gi              | Ve              | Sa              | Do              | Lu              | Ma              | Me              | Gi              | Ve              | Sa              | Do              | Lu              | Ma              | Me              | Gi              | Ve              | Sa              | Do              | Lu              | Ma              | Me              | Gi              | Ve              | Sa              | Do              | Lu              | Ma              | Me              | Gi              |                 |